# هاف (اکلاهما)
هاف (به انگلیسی: Hough) یک منطقهٔ مسکونی در ایالات متحده آمریکا است که در شهرستان تگزاس، اکلاهما واقع شده‌است. هاف ۱٬۰۰۰٫۹۸ متر بالاتر از سطح دریا واقع شده‌است.